# ألان إغيلاند
ألان إغيلاند هو لاعب هوكي الجليد كندي، ولد في 31 يناير 1973 في ليثبريدج في كندا.

## وصلات خارجية
- ألان إغيلاند على موقع دوري الهوكي الوطني (الإنجليزية)
- ألان إغيلاند على موقع قاعة مشاهير الهوكي (لاعب أن.إتش.أل) (الإنجليزية)
- ألان إغيلاند على موقع EliteProspects.com (الإنجليزية)
- ألان إغيلاند على موقع HockeyDB.com (الإنجليزية)
- ألان إغيلاند على موقع Hockey-Reference.com (الإنجليزية)